# Selenat d'amoni
El selenat d'amoni és un compost químic del grup de les sals, constituït per anions selenat {\displaystyle {\ce {SeO4^{2-}}}} i cations amoni {\displaystyle {\ce {NH4+}}}, la qual fórmula química és {\displaystyle {\ce {(NH4)2SeO4}}}.
El selenat d'amoni es presenta con un sòlid blanc o incolor, amb cristalls que cristal·litzen en el sistema monoclínic. La seva densitat és de 2,194 g/cm³, quan s'escalfa es descompon, és soluble en aigua (a 7 °C se'n dissolen 117 g en 100 g d'aigua i a 160 °C se'n dissolen 197 g en 100 g d'aigua). També és soluble en àcid acètic glacial i insoluble en etanol, acetona i amoníac. Pot preparar-se per neutralització de l'àcid selènic amb carbonat d'amoni.